# Olga Arteshina
Olga Dmítrievna Arteshina, en ruso: Ольга Дмитриевна Артешина (nacida el 27 de diciembre de 1982 en Samara, Rusia) es una jugadora de baloncesto rusa. Ha conseguido nueve medallas en competiciones internacionales con Rusia. 